# موش‌مرغ پشت‌سرخ
موش‌مرغ پشت‌سرخ(نام علمی: Colius castanotus) نام یک گونه از سرده دم‌شش‌پره است. این پرونده در آنگولا و جمهوری دموکراتیک کنگو یافت می‌شود.